# Órgano de la Catedral de Bogotá

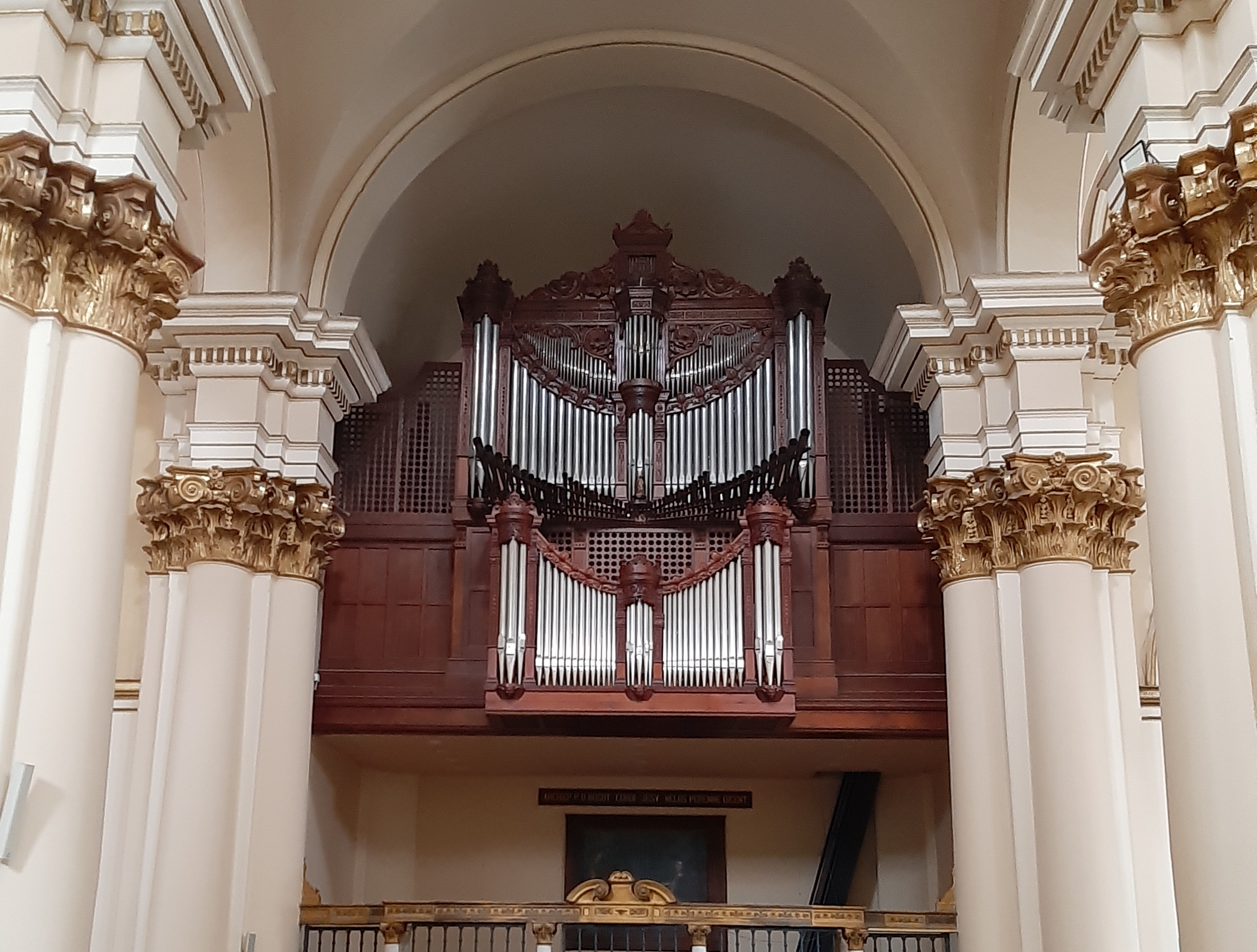
Fachada del órgano luego de culminada la restauración y ampliación.

El órgano de la Catedral de Bogotá es el órgano tubular de dicha iglesia catedralicia, ubicado en la ciudad de Bogotá (Colombia) fabricado por la empresa alemana Walcker Orgelbau. El instrumento fue originalmente un órgano de Aquilino Amezua, destacado organero español, pero luego de dos intervenciones que sufrió en 1965 y en el 2016, el instrumento ahora es un órgano Amezúa - Binder - Grenzing, su sistema actual es de 58 juegos o registros, una consola con cuatro teclados manuales y un teclado que se toca con los pies (pedalero), lo que lo convierte en el órgano más grande del país. No solo se toca en los servicios religiosos, sino también en conciertos.

## Historia

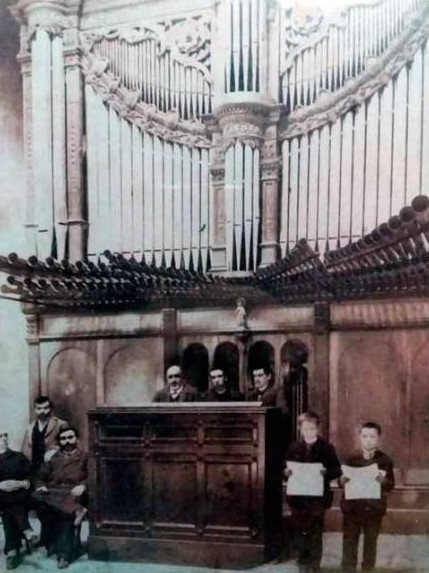
El órgano con su consola original. Fotografía tomada en los talleres Amezua en Barcelona.

En 1890 el entonces arzobispo de Bogotá, mons. Ignacio León Velasco encargó a España la construcción de un órgano para la Catedral. El pedido fue encargado al destacado organero español Aquilino Amezua, quien lo construyó en 1891 en sus los talleres de Barcelona. Se trataba de un órgano romántico con adiciones neo-clásicas e incluía un registro de bombarda de 32’ (que actualmente no lo tiene). El instrumento fue enviado a Colombia en ese mismo año, navegó en barco desde España hasta Barranquilla, de allí a Honda (Tolima) por el río Magdalena y luego, a lomo de mula, hasta Bogotá.
El órgano en su largo e intrincado viaje hacia el interior del país sufrió varios deterioros, que tuvieron que ser solucionados a su llegada a Bogotá en 1892. El organero encargado del montaje fue el español Pedro Roqués, quien inicia los trabajos con ayuda de Olegario Cuervo y otros oficiales. El armador tuvo prácticamente que rehacer el instrumento, el cual contaba con un peso de 20 toneladas y muy avanzado para su época, ya que contaba con un motor eléctrico y trajo consigo el avance de la tecnología electroneumática en la operación de los registros.
El lugar elegido inicialmente en la Catedral para el montaje del órgano fue en la antecapilla de Nuestra Señora del Topo localizada donde finaliza la nave central, detrás del altar mayor, sobre una tribuna apoyada por doce columnas toscanas estucadas, con un voladizo a modo de balcón sostenido por cuatro ménsulas.  La inauguración se realizó el 10 de abril de 1892 aún sin estar terminada la instalación, se presume que fue al cumplirse el primer aniversario de la muerte del Arzobispo Velasco quien efectuó el pedido a los talleres Amezua.
Junto con el organero, llegó el presbítero Lorenzo Elcoro quien fue contactado en principio para desempeñarse como maestro de capilla y organista en la Catedral. El 7 de julio de 1892 el músico se presentó ante el Cabildo con una propuesta de contrato, la cual fue rechazada y se contrató, en cambio, al organista Emiliano Quijano quien ejerció como tal.

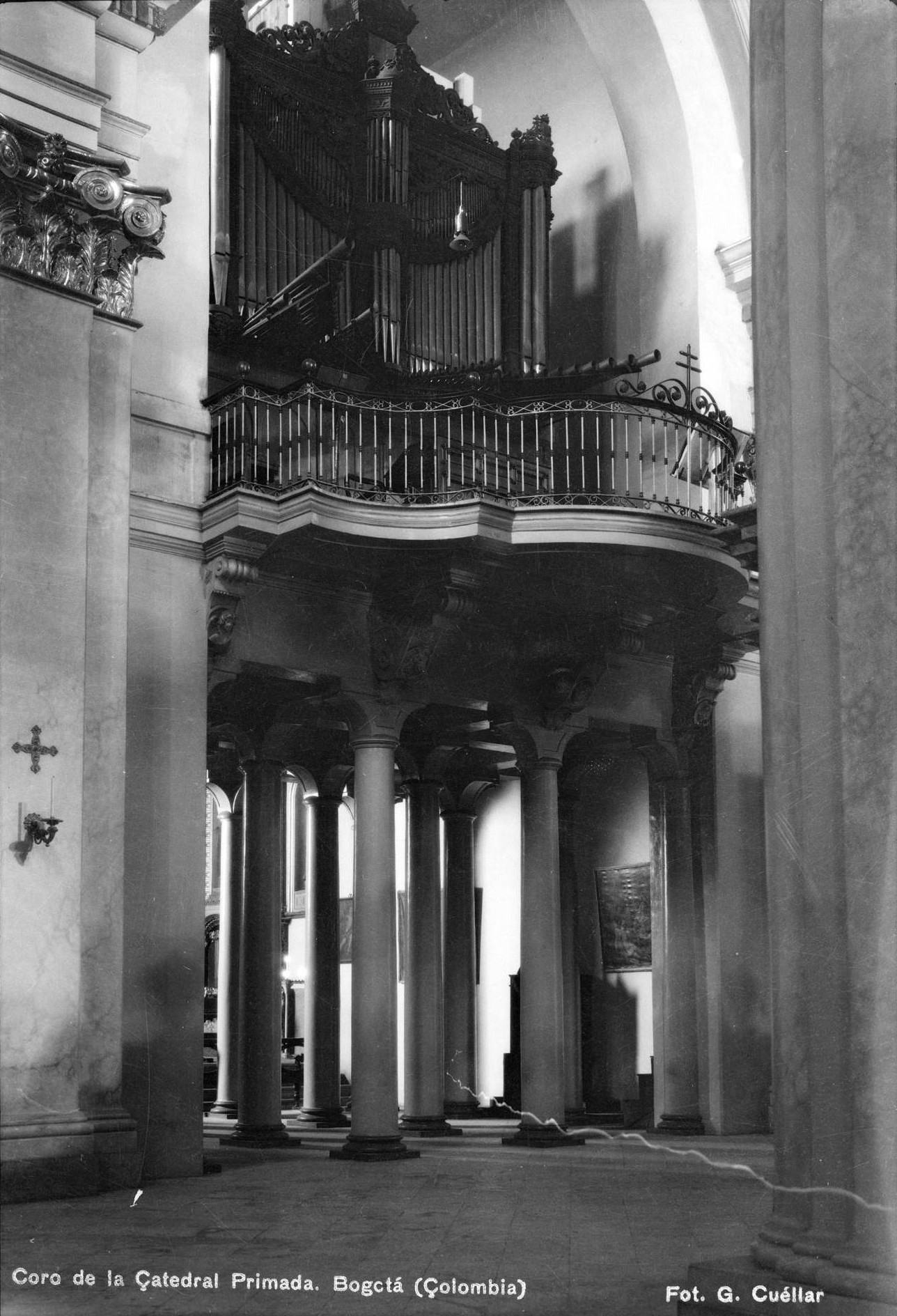
Ubicación inicial del órgano en la Capilla de la Virgen del Topo].

El último organista titular que tuvo el órgano en el siglo XX fue el sacerdote italiano Egisto Giovanetti. El músico llegó en 1930, compuso varias obras para el instrumento y huyó de Colombia aterrorizado en los días del Bogotazo del 9 de abril de 1948. Algunas de sus partituras sobrevivieron a dicho evento convulso y forman parte de los archivos de la Catedral. Una vez que Giovanetti dejó de ejercer su labor, no se volvió a nombrar un organista titular, razón por la cual el instrumento no tuvo mayor uso durante un largo periodo, lo que ocasionó su deterioro.
Por los años 60 se ejecutó una serie de reformas en la Catedral, generadas del Concilio Vaticano II, dichas reformas fueron realizadas para la llegada del papa Pablo VI en 1968, entre las que se hallaba el traslado del órgano de la capilla original a la capilla de San Pedro, al costado sur del templo, a la que se le construyó una plataforma para albergar el instrumento (en donde hoy se encuentra).  Para dicha labor se contrató al organero alemán residente en Colombia, Oskar Binder, representante de la casa organera alemana E. F. Walcker y Cie de Ludwigsburg. Dicha intervención comenzó en 1965. En ese entonces, el concepto de restauración histórica en organería se hallaba apenas en pañales en Colombia, y dado el estado de deterioro del órgano, se escogió por una reforma sustancial.
Debido a que el lugar al cual el órgano debía ser reubicado era mucho menor en tamaño, fue necesario suprimir un tercio de los tubos pues no todos cabían (que al parecer fueron vendidos como chatarra), así perdió potencia y variedad de timbres, a pesar de que se agregaron otros de la casa Walcker. El órgano después de la intervención quedó con 1808 tubos cantantes.  El mecanismo fue completamente alterado, y la consola original fue sustituida por una nueva construida por la casa Walcker que contaba con tres teclados manuales de 56 notas y un pedalero de 30 notas, sin embargo se hallaban más botones de registro que juegos en el órgano. Esto se debía a que la consola fue encargada así para finalmente añadir los registros faltantes, lo que nunca ocurrió. Como el órgano quedó localizado sobre una tribuna o plataforma sin balcón y por tanto al no tener espacio, la nueva consola eléctrica pasó a estar en la parte baja a nivel de la capilla, sin posibilidades de ser trasladada a otro lugar,  a esto se suma que la distribución espacial de la nueva ubicación ofrecía terribles problemas acústicos, factor que afectaba las capacidades auditivas del organista, generando una desincronización entre el músico, la congregación y el sacerdote celebrante.
La fachada del mueble, una vez desplazado a la nueva plataforma, se componía de un núcleo central con ricas tallas conservadas del mueble original, y para lograr abarcar el ancho del nuevo lugar de emplazamiento, se incorporaron elementos nuevos correspondientes con celosías de madera, de factura sencilla y de muy buena calidad.
Con el paso del tiempo y la falta de mantenimiento hicieron que el órgano y sus componentes técnicos se deterioraran, por lo cual el instrumento comenzó a presentar serios problemas, aunque la sonoridad del órgano se mantuvo en esencia inalterada. Por lo cual, el instrumento fue sometido a una restauración que se efectuó entre 2013 y 2016 y estuvo a cargo de la empresa organera española Gerhard Grenzing S.A., que ha intervenido los órganos de las catedrales de Sevilla, Bruselas y México, entre otros. La restauración y ampliación del órgano, tuvo un valor de 2 515 000 000 de pesos, que fue financiada por el ministerio de Cultura de Colombia, el Fondo Nacional de Turismo (Fontur) y la Arquidiócesis de Bogotá.

### Proceso de restauración
La restauración estuvo orientada a recuperar el órgano y potenciación de la sonoridad original, una recuperación técnica respetando el devenir histórico del instrumento. El proceso comenzó en el 2013, con el establecimiento en la catedral de un taller bien equipado, amplio y seguro para desarrollar las labores de restauración. Después, se procedió al desmontaje de gran parte de la tubería y de los componentes técnicos con la finalidad de poder realizar las intervenciones en la tribuna y el mueble, inventariando, documentando y fotografiando todos los elementos del instrumento que luego fueron guardados en el taller habilitado en el templo.
La plataforma fue ampliada, mediante una viga estructural, indispensable para mover aproximadamente 70 cm hacia adelante el mueble original del instrumento, intervención que se hizo para darle al órgano mayor importancia estética, e igualmente mejorar la calidad sonora, incorporando sobre un voladizo de la viga, un mueble a modo de cadereta que alberga nuevos registros del positivo.

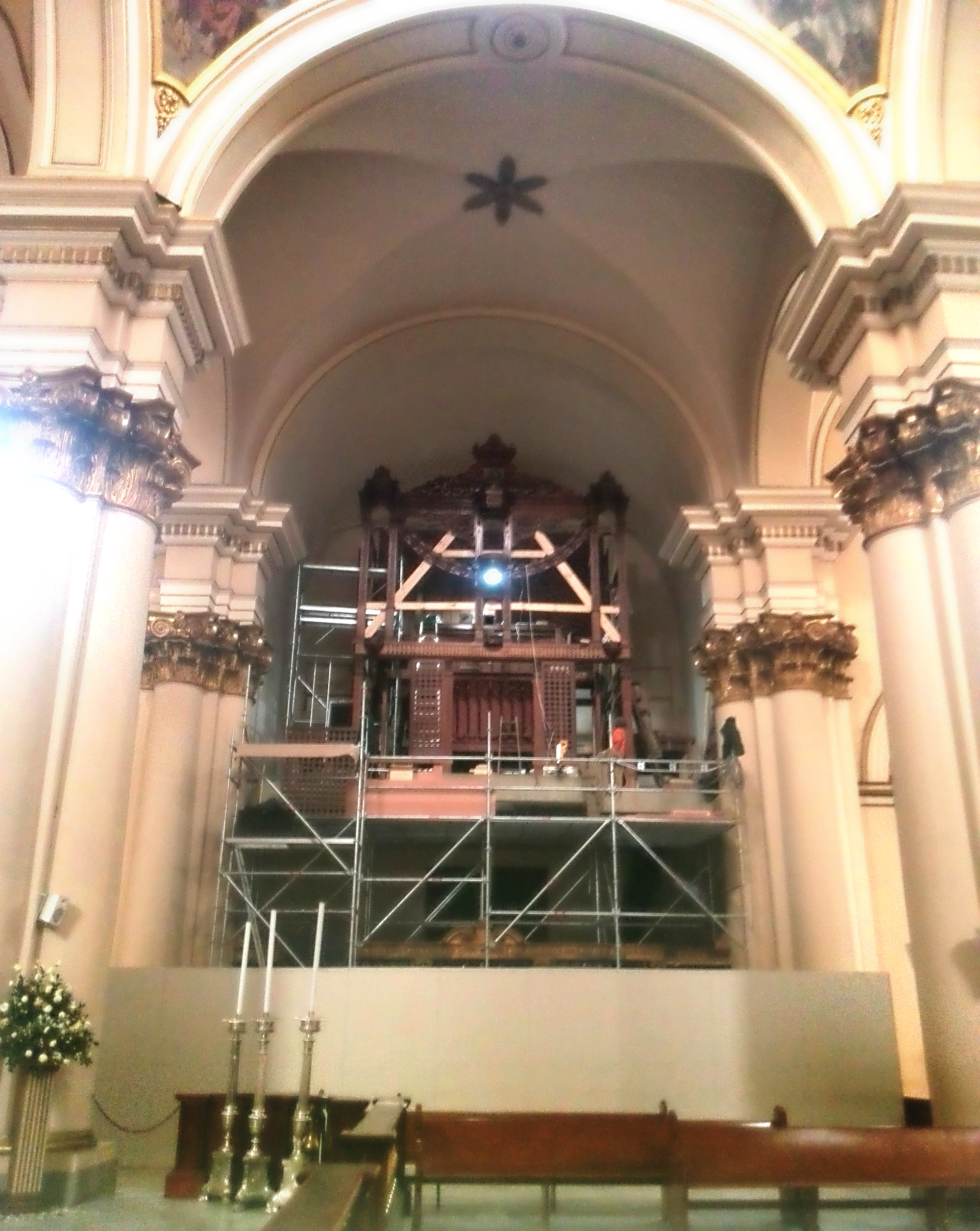
El órgano en proceso de restauración y ampliación. Intervención del mueble original para ser desplazado 70 cm hacia adelante sobre la nueva viga.

Paralelamente, en las instalaciones de Gerhard Grenzing en Barcelona se realizaron todos los diseños de los nuevos elementos, mueble de la cadereta y consola, y se efectuó el proceso de construcción de los mismos y además de nuevos secretos, tubos y transmisiones.
Una vez finalizada la fase de construcción de elementos, se dio comienzo a la de restauración de los elementos antiguos en la Catedral. Se restauraron los caños que fueron reconstruidos artesanalmente, siguiendo cuidadosamente todos los detalles constructivos originales. De este modo, los caños reconstruidos tienen el mismo aspecto y las mismas cualidades acústicas que los originales.
Sobre el reemplazo de la consola, se debe resaltar que la instalada en la intervención de 1965 tenía poca viabilidad de restauración pues presentaba desgaste y sus componentes estaban obsoletos. La construcción de una nueva consola de 4 teclados facilitó la integración de nuevas tecnologías, distintas combinaciones de registros y la posibilidad de cambiar el orden de los teclados, permitiendo al órgano ser más versátil al facilitar la ejecución del organista. Por ejemplo, la nueva consola es de tipo electrónico y envía los datos aun computador en el interior del órgano, el cual activa los mecanismos. Cada uno de los cuatro techados tiene 56 notas. Además, la consola se puede desplazar permitiendo al organista una mejor audición pues ya no está limitado a la parte baja de la plataforma.
Igualmente, se restauraron las cajas expresivas que corresponde a los teclados II y III, los fuelles existentes y los conductos, integrando nuevas pieles y evitando las fugas de viento. Se construyó e instaló un nuevo motor para suministrar el viento de forma silenciosa, y se colocó nuevo cableado e imanes para la transmisión de notas y registros.
Para concluir la restauración y ampliación, que tomó tres años, se ejecutó la armonización, proceso laborioso y especializado, necesario para determinar el éxito de la intervención, dando como resultado un sonido vivo, vigoroso y cálido, adaptado a la acústica de la Catedral.
Finalmente, la inauguración del órgano se efectuó el 2 de julio del 2016, con la Bendición del instrumento a cargo del cardenal Rubén Salazar Gómez y un concierto inaugural presidido por el maestro español Juan de la Rubia, organista titular de la Basílica de la Sagrada Familia de Barcelona (España), acompañado por la orquesta de cuerdas de Bogotá, bajo la dirección del maestro español Gorka Sierra. Después de la restauración y ampliación, el órgano quedó con alrededor de 4.500 tubos y con 58 registros (cuatro teclados manuales y pedalero), quedando así como el más grande de Colombia. Entre los años 2018 y 2020 ejerció como organista titular de la catedral el maestro alemán Vincent Heitzer, quién durante este tiempo se desempeñó como profesor de órgano en la Universidad de los Andes.

## Disposición de registros desde 2016
A continuación se enlista la disposición actual de registros del órgano, los cuales se remontan a la restauración y ampliación del 2016. Tono de afinación: 441 Hz
| I - Órgano mayor |                    |         |  |
| 01.              | Flautado Principal | 16'     |  |
| 02.              | Violón mayor       | 16'     |  |
| 03.              | Flautado           | 08'     |  |
| 04.              | Flauta Armónica    | 08'     |  |
| 05.              | Octava             | 04'     |  |
| 06.              | Flauta dulce       | 04'     |  |
| 07.              | Docena             | 02 2⁄3' |  |
| 08.              | Quincena           | 02'     |  |
| 09.              | Lleno III          | 01 1⁄3' |  |
| 10.              | Corneta            | III-V   |  |
| 11.              | Contrafagot        | 16'     |  |
| 12.              | Trompeta real      | 08'     |  |
|                  |                    |         |  |

| II - Positivo exterior / Cadereta |                 |        |
| 13.                               | Flautado        | 8'     |
| 14.                               | Violón          | 8'     |
| 15.                               | Octava          | 4'     |
| 16.                               | Tapadillo       | 4'     |
| 17.                               | Quincena        | 2'     |
| 18.                               | Sesquialtera II | 1 3⁄5' |
| 19.                               | Decinovena      | 1 1⁄3' |
| 20.                               | Voz humana      | 8'     |
|                                   | Trémolo         |        |

| III - Recitativo expresivo |                 |         |
| 21.                        | Violón          | 16'     |
| 22.                        | Keraulofón      | 08'     |
| 23.                        | Flauta traversa | 08'     |
| 24.                        | Violón          | 08'     |
| 25.                        | Viola di Gamba  | 08'     |
| 26.                        | Voz Celeste     | 08'     |
| 27.                        | Octava          | 04'     |
| 28.                        | Octaviante      | 04'     |
| 29.                        | Lleno IV        | 02'     |
| 30.                        | Nazardo en 12a  | 02 2⁄3' |
| 31.                        | Flautín         | 02'     |
| 32.                        | Nazardo en 17a  | 01 3⁄5' |
| 33.                        | Fagot           | 016'    |
| 34.                        | Trompeta        | 08'     |
| 35.                        | Oboe            | 08'     |
| 36.                        | Corno           | 08'     |
| 37.                        | Voz humana      | 08'     |
|                            | Trémolo         |         |

| IV - Positivo interior / Eco |                 |    |
| 38.                          | Flautado        | 8' |
| 39.                          | Flauta Euskaria | 8' |
| 40.                          | Violón          | 8' |
| 41.                          | Salicional      | 8' |
| 42.                          | Voz angelical   | 8' |
| 43.                          | Octava          | 4' |
| 44.                          | Ocarina         | 4' |
| 45.                          | Fagot y Oboe    | 8' |
| 46.                          | Clarinete       | 8' |
|                              | Trémolo         |    |

| Batalla |                            |        |
| 47.     | Trompeta Angelical         | 08'    |
| 48.     | Trompeta Batalla           | 08'    |
| 49.     | Bajoncillo-Trompeta Magna0 | 4'-16' |

| Pedal |             |         |
| 50.   | Contrabajo  | 16'     |
| 51.   | Subbajo     | 16'     |
| 52.   | Gran Quinta | 10 2⁄3' |
| 53.   | Contrabajo  | 08'     |
| 54.   | Bajete      | 04'     |
| 55.   | Corno       | 02'     |
| 56.   | Bombarda    | 16'     |
| 57.   | Trompeta    | 08'     |
| 58    | Clarín      | 04'     |

La numeración no se corresponde con el orden del instrumento.
- Acoples: Inv I - II, IV/III/II/I - P, IV/III/II - I, IV/III - II, IV - III, Acopl. Cascada, Batalla - IV/III/II/I/P, Sub III/I, Super IV/III/I.